# Rhinoptilus cinctus
El corredor escamoso grande (Rhinoptilus cinctus) es una especie de ave dentro de la familia Glareolidae. 

## Distribución
Se encuentra en Angola, Botsuana, Etiopía, Kenia, Namibia, Ruanda, Somalía, Sudáfrica, Sudán del Sur, Tanzania, Uganda, Zambia y Zimbabue.

## Subespecies
Existen cinco subspecies del corredor escamoso grande:
- R. c. mayaudi, (Érard, Hemery & Pasquet, 1993): Etiopía y Somalía (norte).
- R. c. balsaci, (Érard, Hemery & Pasquet, 1993): Somalía (sur) y Kenia (norte).
- R. c. cinctus, (Heuglin, 1863): Sudán del Sur (sudeste) y Kenia (noroeste).
- R. c. emini, (Zedlitz, 1914): Kenia (sur), Tanzania y Zambia (norte).
- R. c. seeboehmi, (Sharpe, 1893): Angola (sur) y Namibia (norte), hasta Zimbabue y Sudáfrica (norte).

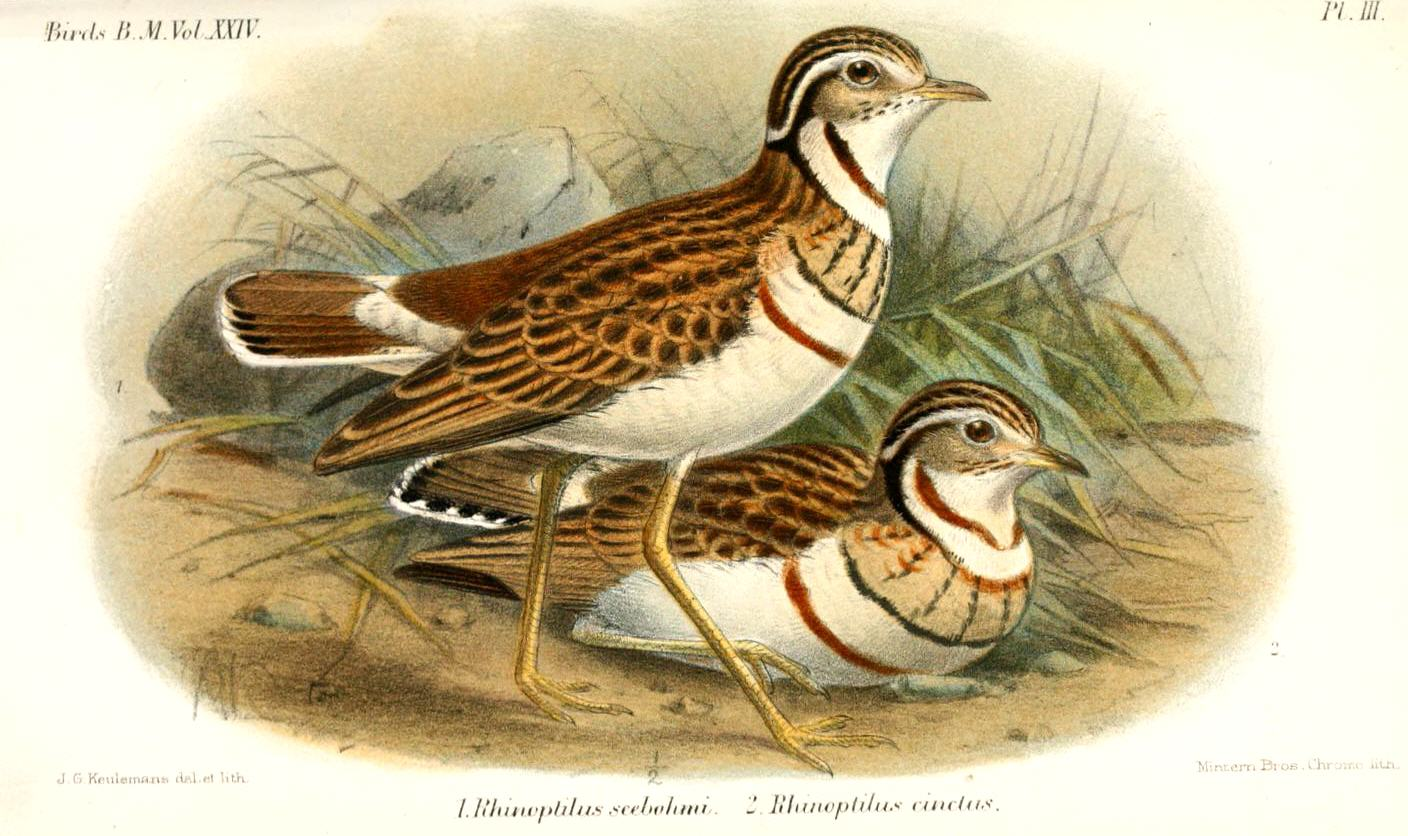
Subespecie nominal (derecha) y R. c. seeboehmi (izquierda).